# IC 3702
IC 3702 је спирална галаксија у сазвјежђу Дјевица која се налази на листи објеката дубоког неба у Индекс каталогу.
Деклинација објекта је + 10° 52' 25" а ректасцензија 12h 43m 28,4s. Привидна величина (магнитуда) објекта IC 3702 износи 14,6 а фотографска магнитуда 15,3. IC 3702 је још познат и под ознакама CGCG 71-14, VCC 1969, PGC 42810.